# Danilo Avilés
Danilo Avilés Suárez (Hoguín, Cuba, 1948) es un compositor y clarinetista cubano galardonado por sus composiciones musicales.[cita requerida]

## Formación académica
Avilés Suárez nació en 1948 en Holguín, Cuba. El estudió clarinete con los profesores Enrique Pardo, Juan Jorge Junco y Fiodor Ananievski en La Habana, Cuba. El también estudió composición musical con el reconocido musicólogo y compositor cubano Argeliers León. Más tarde, Avilés estudió composición con José Ardévol y  José Loyola en el Instituto Superior de Arte (ISA).

## Carrera musical
Avilés Suárez trabajó como clarinetista en la Orquesta de Teatro y Danza de La Habana Participó como compositor en numerosos conciertos organizados por la Brigada Hermanos Saíz y otras instituciones culturales en su país de origen. El también recibió premios en concursos locales de música sinfónica y de cámara, y participó como invitado en el Festival Otoño Varsoviano, así como en el Festival de Primavera en Berlín, Alemania. En 1980, Avilés estableció su residencia en Madrid, España, donde enseñó composición musical y música de cámara. Más tarde se radicó en los Estados Unidos donde continuó enseñando y componiendo.

## Obra musical
Avilés  Suárez ha escrito numerosas piezas para piano, clarinete, cuarteto de cuerdas y quinteto de vientos, así como música infantil, coral e incidental. Sus obras han sido ejecutadas por reconocidos artistas como la pianista cubana Marianela Santurio y dirigidas por el compositor cubano Flores Chaviano en importantes eventos como el “Primer Foro de Música Contemporánea de México”. Las composiciones de Danilo Avilés también han sido interpretadas en muchos otros conciertos en Rusia, Polonia, Alemania, Hungría, España, y los Estados Unidos.

## Composiciones
Una lista de obras relevantes de Danilo Avilés incluye:
- Mujer Nueva
- Dibujos
- Esa sangre en las calles de Santiago para soprano y agrupación orquestal
- Siento un bombo mamita” para orquesta sinfónica
- Tres pequeños poemas para voz y piano
- Variaciones para orquesta de cuerdas”[2]
- Largas y cortas para clarinete bajo y marimba